# Route nationale 26 (Italie)

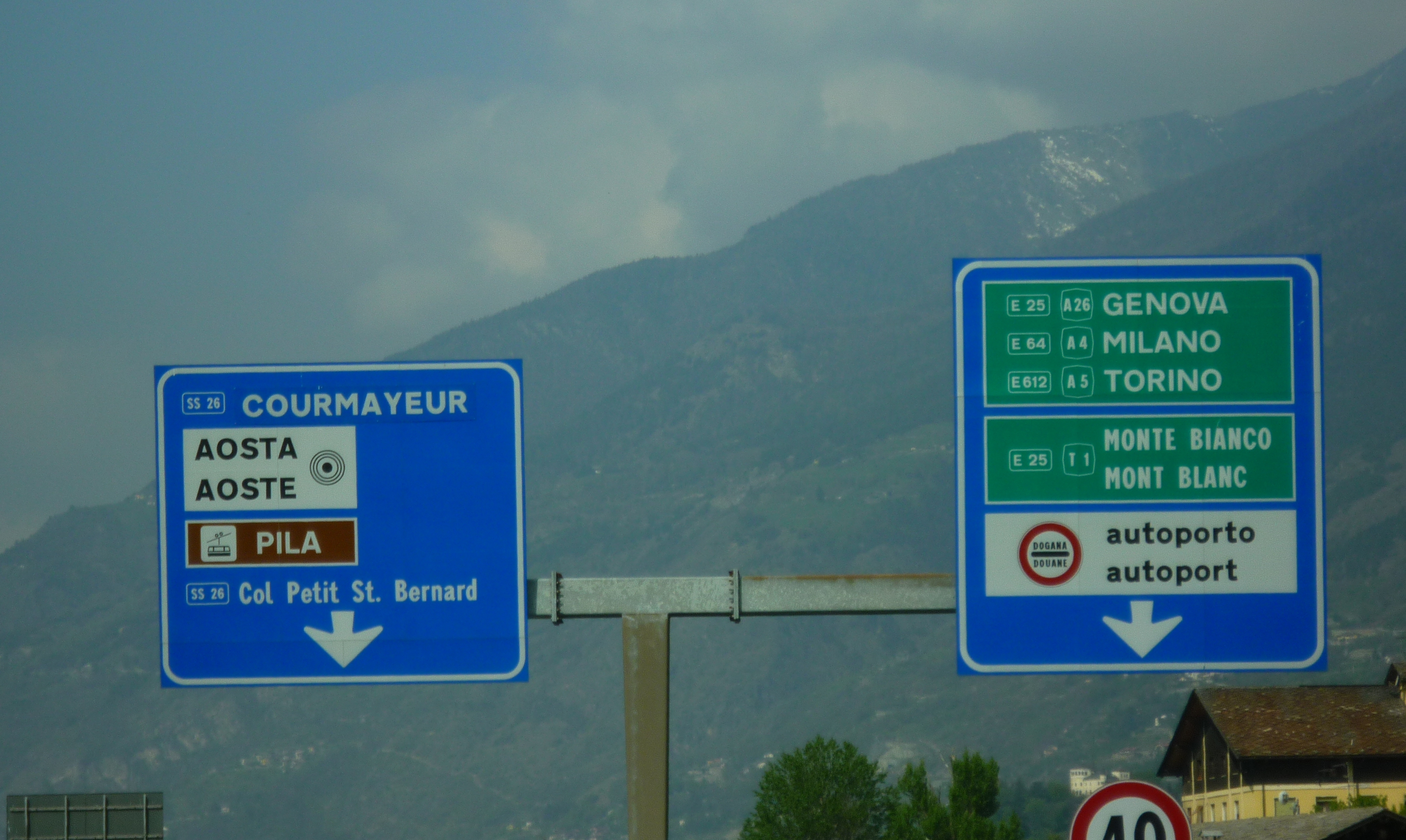
Au Villair de Quart, près de la bifurcation pour l'autoroute A5 et la RN27

La carte.

Pour les articles homonymes, voir Route nationale 26.

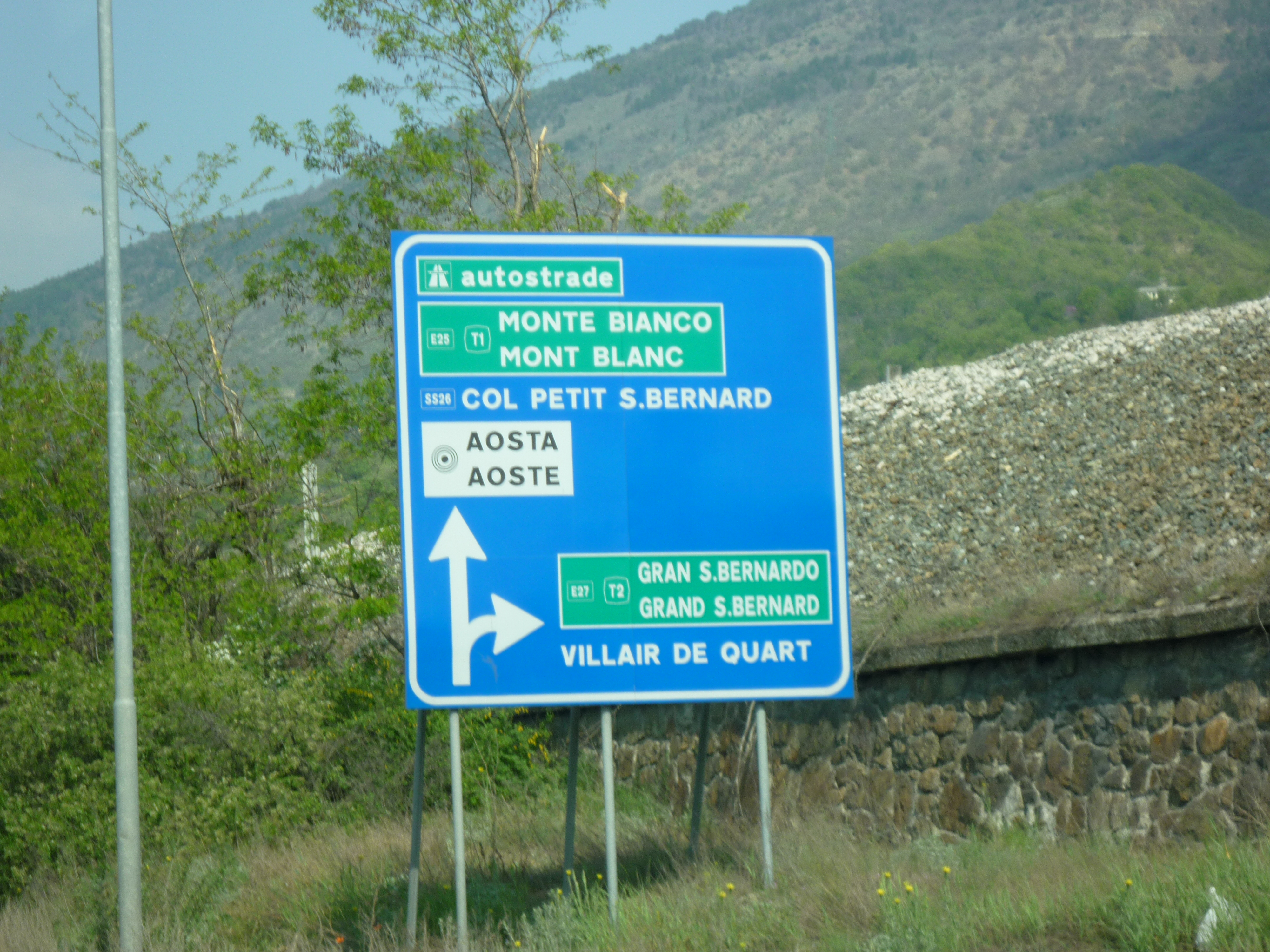
Près de la bifurcation pour le Villair, l'autoroute A5 et la RN27, à Teppe (Quart)

La route nationale 26 de la Vallée d'Aoste, ou RN 26, commence à Chivas (au Piémont), à partir de l'ancienne route nationale 11 Padana superiore. Au Piémont, elle traverse les communes de Caluso, Candia Canavese, Mercenasque et Strambin, croise l’autoroute A4 et arrive à Ivrée. Depuis, elle suit le cours de la Doire Baltée et côtoie l'autoroute A5, en traversant Montaut-sur-Doire, Bourgfranc-d'Ivrée, Settimo Vittone. Elle entre en Vallée d'Aoste à Pont-Saint-Martin, puis elle commence à remonter, vers Donnas, la cluse de Bard, Hône, Arnad, Verrès et Montjovet, où se trouve la section dénommée Montjovette, qui mène à Saint-Vincent et ensuite à Châtillon. Elle traverse Chambave, Champagne (Verrayes) et Nus, et arrive aux portes d'Aoste, où elle s'élargit en deux voies à l'Amérique (Quart) et au Grand-Chemin (Saint-Christophe).
Elle devient ensuite le périphérique nord d'Aoste (avenue d'Ivrée - rue de Rome - rue de Paris) et conduit au giratoire de début de la route nationale 27 du Grand-Saint-Bernard. Les communes traversées ensuite sont Sarre, Saint-Pierre, Villeneuve, Arvier, Léverogne (Arvier), Derby (La Salle), La Salle, Morgex et Pré-Saint-Didier, où commence la route nationale 26dir. La route nationale 26 continue avec plusieurs lacets vers La Thuile, commune située à quelques kilomètres du col du Petit-Saint-Bernard. Après l'entrée en France, la route prend le nom de route nationale 90 (N90).

## Tracé
- Frontière franco-italienne
- La Thuile
- Pont sur la Doire du Verney
- Pontaillod (594 m.)
- Pont sur la Doire du Verney
- (190 m.)
- Élévaz (370 m.)
- Plan-du-bois (300 m.)
- Parc Aventure[2] (103 m.)
- Pré-Saint-Didier (150 m.)
- Pré-Saint-Didier
- Route nationale 26dir (RN26dir) vers Courmayeur et le tunnel du Mont-Blanc
- Pont sur la Doire Baltée
- Morgex
- Pont sur la Doire Baltée
- Runaz (390 m.)
- Route régionale 26 (Arvier - Saint-Nicolas)
- Avise (140 m.)
- Léverogne (286 m.)
- Route régionale 25 (Arvier - Surier)
- Champrotard (193 m.)
- Route régionale 23 (Champagne - Pont)
- Pont sur la Doire Baltée
- Route régionale 22 (Saint-Nicolas - Saint-Pierre)
- Sarre (225 m.)
- Route régionale 47 (Sarre - Lillaz)
- Sarre
- Aoste
- Villefranche de Quart
- Nus
- Chambave
- Châtillon
- Saint-Vincent
- Verrès
- Arnad
- Bard
- Donnas
- Pont-Saint-Martin
- Settimo Vittone
- Bourgfranc d'Ivrée
- Ivrée
- Caluso
- Chivas

## Route nationale 26dir
La route nationale 26dir (RN 26dir), assure la liaison entre la route nationale 26 (voir paragraphe précédent) et le tunnel du Mont-Blanc. Le long de son trajet très court, elle traverse Courmayeur, importante localité touristique et de ski.